# Chris McKinstry
Kenneth Christopher McKinstry (12 de febrero de 1967-23 de enero de 2006) fue un investigador en inteligencia artificial. Lideró el desarrollo del proyecto MISTIC que se lanzó en mayo de 1996. Fundó el proyecto Mindpixel en julio de 2000 y lo cerró en diciembre de 2005. El trabajo de IA de McKinstry y su muerte temprana encajaron con otro investigador de IA contemporáneo, Push Singh y su MIT Proyecto Open Mind Common Sense.

## Vida
McKinstry era un ciudadano canadiense. Nacido en Winnipeg, residió varios años en Chile. Desde 1999 vivió en Antofagasta como operador de VLT para el Observatorio Europeo Austral. A fines de 2004, regresó a Santiago de Chile. McKinstry, que sufría de trastorno bipolar, tuvo un enfrentamiento armado con la policía en Toronto en 1990.
Era conocido en Internet por discutir su uso de drogas y hacer afirmaciones extrañas sobre su tecnología. Afirmó que se hizo millonario a la edad de 17 años por inventar un esquema de protección de copia comercializado bajo los nombres "oxylok, prolock y mediaguard", sin embargo, esta información nunca ha sido verificada.
En febrero de 1997, Chris McKinstry inició una telenovela en línea, CR6. Según el periodista Bartley Kives, alrededor de 700 personas audicionaron para el programa, que solo duró dos meses, antes de que McKinstry dejara Winnipeg con "deudas estimadas en más de $ 100,000". McKinstry luego afirmó haber perdido $ 1 millón en el fracaso de CR6, y las personas que reclutó para realizar la telenovela, incluidos fotógrafos, escritores, un director y varias empresas prominentes, las cuales nunca recibieron nada del dinero que se les debía por su trabajo.
Antes de su muerte, McKinstry diseñó un experimento con dos científicos cognitivos para estudiar la dinámica de los procesos de pensamiento utilizando datos de su proyecto Mindpixel. Este trabajo se ha publicado ahora en Psychological Science en su número de enero de 2008, con McKinstry como primer autor póstumo.

## Muerte
Chris McKinstry fue encontrado muerto en su apartamento el 23 de enero de 2006, con una bolsa de plástico en la cabeza, conectada por una manguera a la tubería de gas de la estufa. Se descubrió que había publicado una nota de suicidio en línea. McKinstry escribió: "Estoy cansado de sentir los mismos sentimientos y experimentar las mismas experiencias. Es hora de seguir adelante y ver qué sigue, si es que hay algo ... Este universo comercial de Louis Vuitton, Prada, Montblanc no es para mí. Si tan sólo fuera tan amado como un bolígrafo Montblanc ... "'
Hubo cierta nota pública de la similitud entre el suicidio de Chris McKinstry y el de Push Singh, otro investigador de inteligencia artificial, poco más de un mes después. Ambos proyectos de inteligencia artificial, el proyecto Mindpixel de McKinstry y el Open Mind Common Sense de Singh, respaldado por el MIT, tuvieron trayectorias similares en los últimos seis años. Se determinó que la causa de muerte fue un suicidio.

## En los medios
McKinstry es el tema principal de un documental de 2010 llamado The Man Behind the Curtain, que relata su trabajo innovador y su lucha contra sus problemas de salud mental.